# あなたになら…
「あなたになら…」は中山美穂の27枚目のシングル。1993年7月7日にキングレコードからリリースされた。

## 解説
- 東宝系映画『水の旅人 侍KIDS』主題歌。
- 久石譲が同映画の劇中音楽を手がける際に主題歌を中山に依頼し、ロンドンで共にレコーディングが行われた。
- カップリング「Holiday」はアサヒ飲料「ティークオリティ」CMソング。CMとは若干アレンジと詩を変えて収録された。

## 収録曲
1. あなたになら…
  - 作詞: 中山美穂、作曲・編曲: 久石譲
2. Holiday
  - 作詞: 田久保真見、作曲: 尾関昌也、編曲: URAN
3. あなたになら…（オリジナルカラオケ）

## 収録アルバム
- あなたになら…
  - Blanket Privacy - Album Version
  - COLLECTION III
  - YOUR SELECTION 1
  - Complete SINGLES BOX
  - 中山美穂 パーフェクト・ベスト
  - 水の旅人 侍KIDS オリジナル・サウンドトラック - オリジナル・サントラ・バージョン
  - 30th Anniversary THE PERFECT SINGLES BOX
  - All Time Best

- Holiday
  - YOUR SELECTION 2
  - Complete SINGLES BOX
  - 30th Anniversary THE PERFECT SINGLES BOX

## カバー
- 久石譲 - アルバム『MELODY Blvd.』に収録（作曲者によるセルフカバー、「I Believe In You」というタイトルに変更され、歌詞が全編英語となっている）